# Aichi E16A
Chiếc Aichi E16A Zuiun (瑞雲: "Mây lành") là một kiểu thủy phi cơ trinh sát hai chỗ ngồi được Hải quân Đế quốc Nhật Bản sử dụng trong Thế Chiến II. Nó là một kiểu máy bay cánh đơn gắn thấp thông thường được trang bị hai phao nổi, và đặc biệt (hiếm thấy trên một chiếc thủy phi cơ) là nó trang bị phanh bổ nhào cho phép nó hoạt động ở vai trò phụ như là máy bay ném bom bổ nhào. Phía Đồng Minh đặt cho nó tên mã là "Paul".

## Thiết kế và phát triển
Aichi bắt đầu vạch kế hoạch cho chiếc E16A Zuiun trước khi chiếc tiền nhiệm của nó, chiếc thủy phi cơ Aichi E13A tháo vát được đưa vào hoạt động cùng Hải quân Đế quốc Nhật Bản. Chiếc E16 Zuiun là một kiểu thủy phi cơ trinh sát cấu trúc toàn kim loại được dự định để sử dụng trên các tàu chở thủy phi cơ và tàu tuần dương. Cánh có thể gấp lại để chứa dễ dàng. Những chiếc đời đầu được trang bị động cơ Kinsei 51 14 xy lanh bố trí hình tròn làm mát bằng không khí, công suất 1.300 mã lực, những kiểu sau được trang bị động cơ Kinsei 54 được cải tiến cung cấp tính năng tương đương. Nhằm vào vai trò máy bay ném bom bổ nhào, chiếc E16 được trang bị phanh bổ nhào thủng lỗ gắn trên các thanh chống phao nổi phía sau hình chữ N.
Chiếc E16 Zuiun vượt trội hơn chiếc E13 trên nhiều điểm, cho dù nó có kích thước và diện tích cánh nhỏ hơn chiếc E13. Zuiun có tốc độ tối đa nhanh hơn hơn 64 km/h (40 dặm mỗi giờ) và tốc độ bay đường trường nhanh hơn gần 112 km/h (70 dặm mỗi giờ) so với chiếc E13. Chiếc E16 cũng có trần bay cao hơn, tốc độ lên cao nhanh hơn, và tầm bay cũng xa hơn. So với vũ khí trang bị trên chiếc E13A gồm một bom 250 kg và một súng máy 7,7 mm gắn di động phía sau, chiếc E16 được trang bị đến hai pháo 20 mm gắn trên cánh, một súng máy 13 mm gắn di động phía và một bom 250 kg.

## Lịch sử hoạt động
Chiếc nguyên mẫu bay chuyến bay đầu tiên vào tháng 5 năm 1942 và nó được bắt đầu đưa ra sử dụng từ tháng 8 năm 1943. Chỉ có 256 chiếc E16A được chế tạo, và nó đã không hoàn toàn thay thế chiếc E13A cho dù có những ưu thế về tính năng bay. Chiếc E13A vẫn tiếp tục được chế tạo và được sử dụng rộng rãi cho đến hết chiến tranh. Không may là chiếc E16 hoạt động kém cõi cho dù tính năng vượt trội hơn chiếc E13A. Đến năm 1944, Đồng Minh đã chiếm được ưu thế trên không tại Thái Bình Dương, nên những chiếc E16A chịu tổn thất nặng nề khi được sử dụng tại Philippines. Nhiều chiếc E16A còn lại cũng bị mất khi chúng được sử dụng trong những cuộc tấn công cảm tử Thần phong (kamikaze) trong những ngày cuối của cuộc chiến.
Một chiếc nguyên mẫu được cải tiến E16A2 sử dụng động cơ nâng cấp Mitsubishi Kinsei-62 bố trí hình tròn công suất 1.560 mã lực được phát triển, nhưng chiến tranh kết thúc trước khi việc sản xuất được bắt đầu.

## Các phiên bản
E16A1Phiên bản sản xuất chính.
E16A2Một chiếc nguyên mẫu trang bị động cơ Mitsubishi Kansei 62 công suất 1.560 mã lực.

## Các nước sử dụng
Nhật Bản
- Hải quân Đế quốc Nhật Bản

## Đặc điểm kỹ thuật (E16A1)

### Đặc tính chung
- Đội bay: 02 người (phi công và quan sát viên)
- Chiều dài: 10,83 m (35 ft 6 in)
- Sải cánh: 12,81 m (42 ft 0 in)
- Chiều cao: 4,79 m (15 ft 9 in)
- Diện tích bề mặt cánh: 28 m² (300 ft²)
- Trọng lượng không tải: 2.945 kg (6.490 lb)
- Trọng lượng có tải: 4.553 kg (10.000 lb)
- Động cơ: 1 x động cơ Mitsubishi Kinsei-54 bố trí hình tròn, công suất 1.300 mã lực (970 kW)

### Đặc tính bay
- Tốc độ lớn nhất: 439 km/h (237 knot, 274 mph)
- Tầm bay tối đa: 2.420 km (1.307 nm, 1.510 mi)
- Trần bay: 10.000 m (33.000 ft)
- Tốc độ lên cao: 10 m/s (1.970 ft/min)

### Vũ khí
- 2 x pháo Kiểu 99 20 mm cố định trên cánh bắn ra phía trước
- 1 x súng máy Kiểu 2 13 mm di động bắn ra phía sau
- 250 kg (550 lb) bom

## Nội dung liên quan

### Máy bay tương tự
- Aichi E13A Jake
- Arado Ar-196
- Vought OSU Kingfisher

### Trình tự thiết kế
E13A/E13K -
E14W/E14Y -
E15K -
E16A

### Danh sách liên quan
- Danh sách máy bay chiến đấu
- Danh sách máy bay quân sự Nhật Bản
- Danh sách máy bay trong Chiến tranh Thế giới II